# Jean-François Cail

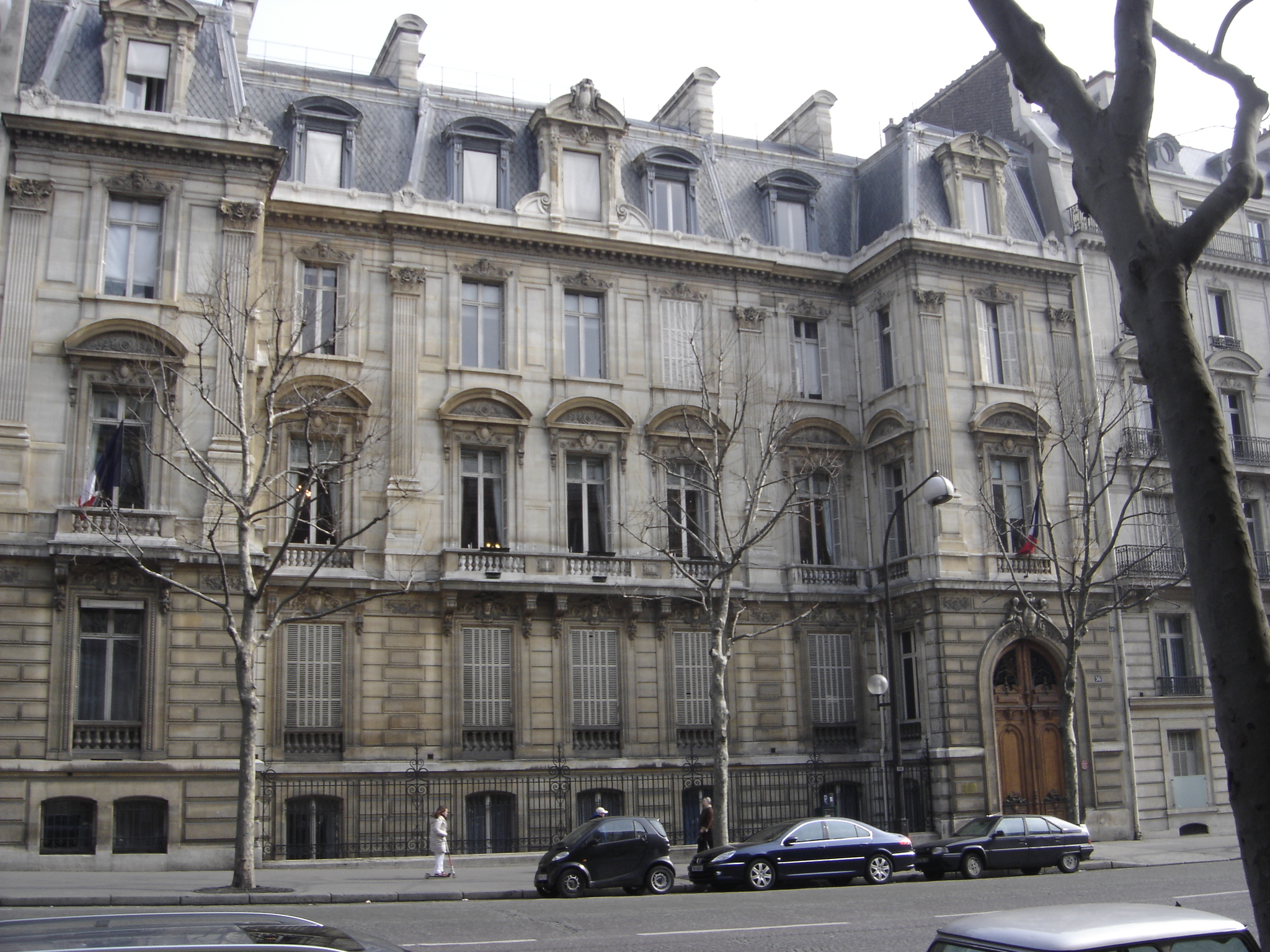
Mansão construida por Jean-François Cail

Jean-François Cail (Chef-Boutonne, 8 de fevereiro de 1804 — 22 de maio de 1871) foi um empresário e industrial francês.
Foi figura de destaque no desenvolvimento da indústria francesa. Iniciou sua carreira em 1824 como operário produtor de máquinas para a indústria açucareira. A firma cresceu, sendo denominada em 1832 Derosne-Cail, produzindo então grande variedade de máquinas industriais. Em 1848 obteve licenças das patentes de Thomas Russell Crampton, iniciando a fabricação de locomotivas. Construiu uma luxuosa casa em Paris, pertencente atualmente à administração municipal. Uma rua parisiense leva seu nome, Rue Cail.
Seu nome esta perpetuado na Torre Eiffel.